# 于宁 (1954年)
于宁（1954年3月—2016年6月1日），男，汉族，中华人民共和国政治人物，中国共产党党员，曾任中华全国律师协会会长，第十一届全国政协委员。

## 生平
2008年，当选第十一届全国政协委员，代表中华全国总工会，分入第十八组。并担任社会和法制委员会专委。
2016年6月1日，因心脏病逝世。